# Virola aequatorialis
Virola aequatorialis är en tvåhjärtbladig växtart som beskrevs av P. Muriel och H. Balslev. Virola aequatorialis ingår i släktet Virola och familjen Myristicaceae. Inga underarter finns listade i Catalogue of Life.